# Dolabritor
Dolabritor is een geslacht van spinnen uit de familie hangmatspinnen (Linyphiidae). 

## Soorten
De volgende soorten zijn bij het geslacht ingedeeld:
- Dolabritor ascifer Millidge, 1991
- Dolabritor spineus Millidge, 1991